# Nick Abruzzese
Nick Abruzzese (ur. 4 czerwca 1999 w Slate Hill) – amerykański hokeista, reprezentant kraju, olimpijczyk z Pekinu 2022.
Studiował psychologię na Uniwersytecie Harvarda.

## Kariera klubowa
Od 2012 grał w juniorskich drużynach New Jersey Colonials, North Jersey Avalanche i Westchester Express. W sezonie 2016/2017 zadebiutował w młodzieżowej North American Hockey League, broniąc barw New Jersey Junior Titans. W sezonach 2017/2018 i 2018/2019 grał w juniorskiej United States Hockey League, w drużynie Chicago Steel.
Od sezonu 2019/2020 był hokeistą drużyny Uniwersytetu Harvarda, występującej w National Collegiate Athletic Association. W sezonie 2021/2022 był kapitanem zespołu. W 2022 zadebiutował w NHL w barwach kanadyjskiego Toronto Maple Leafs. Od sezonu 2022/2023 gra w Toronto Marlies w AHL.

## Kariera reprezentacyjna
W 2022 otrzymał powołanie do olimpijskiej reprezentacji Stanów Zjednoczonych. Na igrzyskach w Pekinie w 2022 drużyna amerykańska zajęła 5. miejsce. Abruzzese zagrał we wszystkich 4 spotkaniach, które rozegrali Amerykanie, strzelając 1 bramkę (w przegranym ćwierćfinale ze Słowacją) i notując 3 asysty.